# Alejandro González (Fußballspieler, 1988)
Alejandro González, vollständiger Name: Alejandro Damián González Hernández, (* 23. März 1988 in Montevideo) ist ein uruguayischer Fußballspieler.

## Karriere

### Verein
Der 1,84 Meter große rechte Verteidiger González spielte bereits 2004 für Peñarol Montevideo und stand mindestens seit der Apertura 2005 im Erstligakader. Dort bestritt er in den Spielzeiten 2006/07 und 2007/08 jeweils in der Clausura drei bzw. zwei Partien in der Primera División. Sodann wechselte González zum Ligakonkurrenten Tacuarembó FC. Bei den Nord-Uruguayern lief er in der Apertura 2008 in elf Erstligabegegnungen auf. Ein persönlicher Torerfolg gelang ihm dabei nicht. 2009 spielte er in 41 Begegnungen des Torneo Descentralizado für den peruanischen Klub Sporting Cristal und erzielte dabei ein Tor. Auch sein Mitwirken in zwei Spielen der Copa Libertadores ist verzeichnet. Seit der Clausura 2010 war er wieder für Peñarol aktiv. Dort bestritt er bis zum Ende seines Engagements 78 Partien der Primera División (ein Tor) und kam in 26 Begegnungen der Copa Libertadores zum Einsatz. In den Spielzeiten 2009/10 und 2012/13 wurde er mit den Aurinegros jeweils Uruguayischer Meister. 2013 unterschrieb er beim italienischen Serie-A-Aufsteiger Hellas Verona einen Vierjahresvertrag und wurde dort am 28. Juni 2013 als Neuzugang präsentiert. In der Serie A debütierte er am 22. September 2013 mit einem Startelfeinsatz in der Partie des vierten Spieltags gegen Juventus Turin. Bis zum Saisonende absolvierte er 13 Begegnungen (kein Tor) in der Serie A. Nachdem er in der Hinrunde der Spielzeit 2014/15 für das Team aus Verona in fünf weiteren Erstligaspielen (kein Tor) zum Einsatz gekommen war, verließ er den Verein, um sich am 8. Januar 2015 dem Ligakonkurrenten Cagliari Calcio auf Leihbasis anzuschließen. Dort lief er von seinem Debüt am 24. Januar 2015 gegen Sassuolo Calcio bis zum Rückrundenende siebenmal (kein Tor) in der Serie A auf. Sein Verein stieg als Tabellen-18. aus der Serie A ab. Anschließend kehrte er zu Hellas Verona zurück und wurde Mitte August 2015 an den Zweitligisten Ternana Calcio ausgeliehen. Dort lief er in der Spielzeit 2015/16 in 40 Ligaspielen auf und schoss ein Tor. Mitte Juli 2016 wechselte er auf Leihbasis zu US Avellino. Für den Klub bestritt er in der Spielzeit 2016/17 eine Partie (kein Tor) in der Coppa Italia und 35 Zweitligaspiele (kein Tor).

### Nationalmannschaft
González nahm mit der seinerzeit von Gustavo Ferrín und Ángel Castelnoble trainierten uruguayischen U-16-Auswahl an der U-16-Südamerikameisterschaft 2004 in Paraguay teil und belegte mit dem Team den vierten Platz. Spätestens im Oktober 2004 wurde er erstmals in die uruguayische U-17-Auswahl berufen und war Teil des Aufgebots sowohl bei der U-17-Südamerikameisterschaft 2005, als auch bei der U-17-Weltmeisterschaft 2005. Bei der WM kam er in den drei Gruppenspielen gegen Mexiko, die Türkei und Australien zum Einsatz. Auch nahm er mit dem uruguayischen U-20-Nationalteam an der U-20-Südamerikameisterschaft 2007 in Paraguay und an der U-20 Weltmeisterschaft 2007 teil. Im Verlaufe des WM-Turniers erhielt er jedoch keine Einsatzzeit.

### Erfolge
- 2× Uruguayischer Meister: 2009/10, 2012/13
- U-17-Vize-Südamerikameister: 2005